# Irene Mihalic

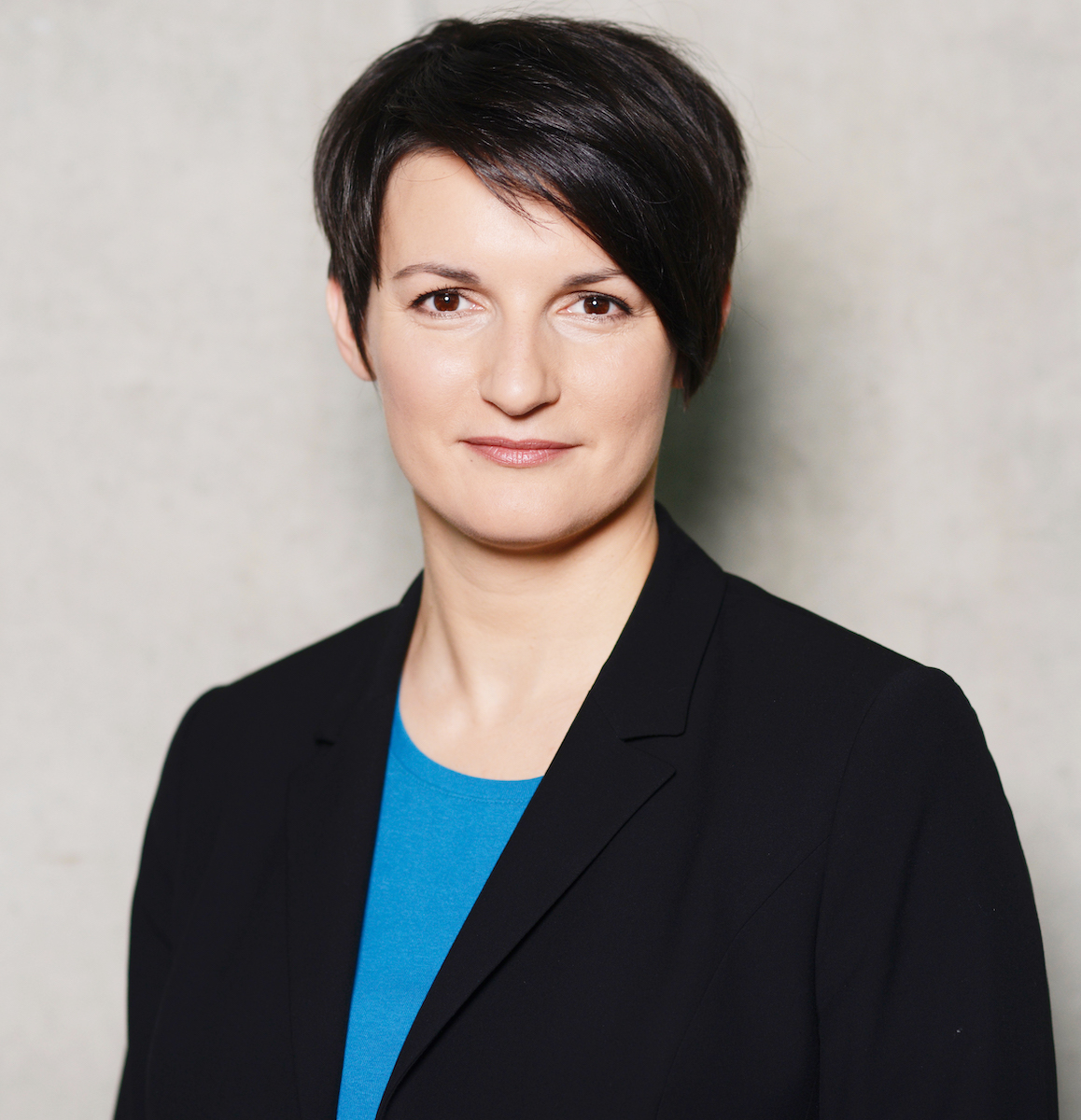
Irene Mihalic (2016)

Irene Mihalic (* 17. November 1976 in Waldbröl) ist eine deutsche Politikerin (Bündnis 90/Die Grünen). Die Polizeibeamtin ist seit 2013 Mitglied des Deutschen Bundestages und seit 2021 Erste Parlamentarische Geschäftsführerin der Bundestagsfraktion Bündnis 90/Die Grünen.
Sie ist Vorsitzende der Arbeitsgruppe Wahlprüfung, Immunität und Geschäftsordnung in der Grünen-Fraktion.

## Leben
Irene Mihalic wuchs als Jüngste von drei Geschwistern auf. Ihre Eltern stammen aus Kroatien, sie kamen in den 1960er Jahren nach Deutschland. 
Mihalic absolvierte eine Ausbildung zur Polizeibeamtin und studierte an der Fachhochschule für öffentliche Verwaltung Nordrhein-Westfalen (Abschluss: Diplom-Verwaltungswirt (FH)). An der Ruhr-Universität Bochum studierte sie anschließend Kriminologie und Polizeiwissenschaft (2016 Abschluss als M.A.). Im Jahr 2018 promovierte sie an der juristischen Fakultät der Ruhr-Universität Bochum. Ihre Dissertation wurde unter dem Titel Polizeiliche Einsätze, Kriminalität und Raum – Eine kriminalgeografische Analyse auf Basis polizeilicher Einsatzdaten und Sozialstrukturdaten der Stadt Gelsenkirchen veröffentlicht.
Ab 1993 war sie als Polizistin tätig, ab 2007 beim Polizeipräsidium Köln. Ende der 2000er Jahre war sie zusammen mit ihrem damaligen Kollegen und späteren Ehemann Dennis Melerski Darstellerin in der deutschen Reality-TV-Serie Achtung Kontrolle! – Einsatz für die Ordnungshüter. Mihalic ist konfessionslos, verheiratet und Mutter von zwei Kindern.

## Politik

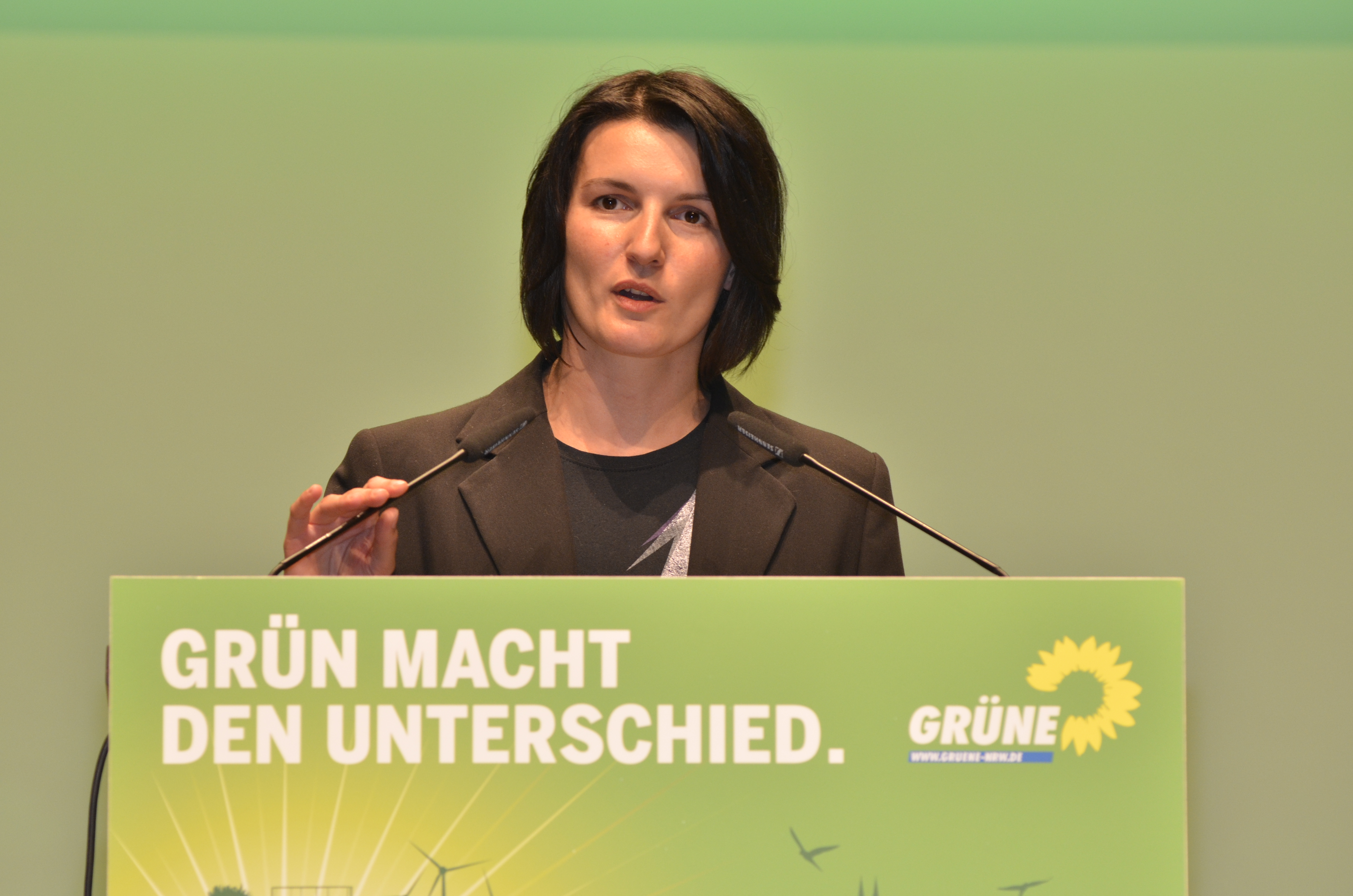
Irene Mihalic (2012)

Mihalic ist seit 2006 Mitglied von Bündnis 90/Die Grünen. Nach den Kommunalwahlen in Nordrhein-Westfalen 2009 gehörte sie bis Ende 2013 dem Rat der Stadt Gelsenkirchen an. Seit 2010 gehört sie dem Landesvorstand von Bündnis 90/Die Grünen Nordrhein-Westfalen an.
Bei der Bundestagswahl 2013 kandidierte sie im Wahlkreis Gelsenkirchen sowie auf Platz 7 der nordrhein-westfälischen Landesliste von Bündnis 90/Die Grünen. Ihr gelang über die Landesliste der Einzug in den Deutschen Bundestag. Bei der Bundestagswahl 2017 zog Mihalic auf Platz 5 der NRW-Landesliste von Bündnis 90/Die Grünen erneut in den Bundestag ein.
Als Innenpolitikerin und Polizeibeamtin beschäftigt sich Mihalic im Rahmen ihres Abgeordnetenmandats mit den Themen Rechtsextremismus (z. B. Reichsbürgerbewegung), Islamismus, Waffenrecht, der Aufstellung der Sicherheitsbehörden in Deutschland und Europa, dem Zivil- und Katastrophenschutz und dem Beamtenrecht. Zudem ist sie Sprecherin beim LEAP (Law Enforcement Against Prohibition) Deutschland e. V., welcher sich für die Legalisierung von Drogen einsetzt.
Mihalic wurde 2013 ordentliches Mitglied im Innenausschuss des Bundestages und blieb es auch nach der Bundestagswahl 2017. Ab April 2016 war sie Sprecherin für Innenpolitik ihrer Bundestagsfraktion. Anfänglich fungierte sie als Sprecherin für innere Sicherheit in der Bundestagsfraktion von Bündnis 90/Die Grünen und bis 2017 als Obfrau im Innenausschuss. Im 18. Deutschen Bundestag gehörte sie dem Gremium nach § 23c Absatz 8 Zollfahndungsdienstgesetz an.
Mihalic war außerdem Obfrau ihrer Fraktion des 1. Untersuchungsausschuss der 19. Wahlperiode des deutschen Bundestages zum Anschlag auf dem Berliner Breitscheidplatz, der am 1. März 2018 vom Bundestag eingesetzt wurde. Zuvor war sie Obfrau im zweiten NSU-Untersuchungsausschuss des Bundestages (November 2015 bis Juni 2017) und Obfrau im Untersuchungsausschuss zur Edathy-Affäre (Juli 2014 bis Dezember 2015).  Mihalic gehörte als ordentliches Mitglied, als Sprecherin der vier Abgeordneten von Bündnis 90/Die Grünen, dem nun umbenannten Ausschuss für Inneres und Heimat sowie dem Gremium nach Artikel 13 Absatz 6 Grundgesetz an. Sie war außerdem stellvertretendes Mitglied im Gemeinsamen Ausschuss sowie im Ausschuss für Recht und Verbraucherschutz.
Nach der Bundestagswahl 2021 wurde sie am 7. Dezember 2021 und nach der Bundestagswahl 2025 im März 2025 zur Ersten Parlamentarischen Geschäftsführerin ihrer Fraktion gewählt. Am 24. März 2022 wurde sie zudem zum Mitglied des Parlamentarischen Kontrollgremiums zur Kontrolle der Nachrichtendienste des Bundes gewählt. Sie plädierte während der COVID-19-Pandemie angesichts der hochansteckenden Omikron-Variante für eine allgemeine Impfpflicht gegen die COVID-19-Krankheit.